# Volker Römermann
Volker Römermann (* 13. Juli 1968) ist ein deutscher Rechtsanwalt, Honorarprofessor und Fachbuchautor. 

## Werdegang
Römermann wurde in Hildesheim geboren und besuchte dort das Gymnasium Josephinum. Er studierte zwischen 1987 und 1993 Rechtswissenschaften an den Universitäten Bayreuth, Genf, Paris und Tunis. Von 1992 bis 1994 studierte er zusätzlich Betriebswirtschaft an der Fernuniversität Hagen. 1995 erfolgte seine Promotion mit summa cum laude. Es folgte ein Rechtsreferendariat unter anderem bei der Europäischen Kommission in Brüssel und Erstes und zweites Staatsexamen in Bayern. Römermann ist seit 1996 Rechtsanwalt. Er ist Vorstand einer Rechtsanwälte AG und Geschäftsführer einer Rechtsanwaltsgesellschaft sowie Fachanwalt für Handels- und Gesellschaftsrecht, Fachanwalt für Insolvenzrecht und Fachanwalt für Arbeitsrecht. 
2014 wurde ihm das Certified Speaking Professional (CSP) durch die National Speakers Association (NSA) in San Diego verliehen. Von 2019 bis 2021 war er Präsident der German Speakers Association (GSA), des deutschen Berufsverbandes der Redner. Aufgrund wissenschaftlicher Leistungen wurde Römermann zum Honorarprofessor an der Humboldt-Universität zu Berlin ernannt, wo er seit 2019 als Direktor auch das Forschungsinstitut für Anwaltsrecht mit leitet. Seit 2021 ist er Präsident des Bundesverbandes Deutscher Mittelstand (BM). Seit 2021 ist er Vizepräsident der Kommission für Insolvenzrecht der Union Internationale des Avocats (UIA) und dort persönlicher Berater des Präsidenten und Mitglied des Governing Board. Er ist Ehrenmitglied des Instituto Latinoamericano de Derecho Concursal.

## Tätigkeit
Römermann berät in Fragen des anwaltlichen Berufsrechts, des Gesellschaftsrechts, Arbeitsrechts sowie Insolvenzrechts und ist in den letzten drei Rechtsgebieten auch Fachanwalt.
In einigen Insolvenzverfahren wurde Römermann zum (vorläufigen) Insolvenzverwalter bzw. (vorläufigen) Sachwalter bestellt, unter anderem für e:veen Energie GmbH (etwa 100.000 Gläubiger), Windwärts Energie GmbH (Windenergie-Projektierer), die Besitzgesellschaft des Gebäudes, in dem sich das Hotel (zeitweise: Kempinski) Bristol befindet, 2022 HBL Nord Energie GmbH.

## Justizpolitik
Römermann kritisiert die Praxis der Berufung von Rechtsanwälten zum Bundesgerichtshof.
Der publizistische Auftakt zur Diskussion waren je ein Pro- und ein Contra-Aufsatz von Römermann und Rudolf Nirk in der Zeitschrift für Rechtspolitik 2007. Darin forderte Römermann die Abschaffung der BGH-Anwaltschaft, während BGH-Anwalt Nirk betonte, dass die besondere Qualität der ausgewählten Rechtsanwälte dazu führe, dass die Arbeit des Gerichts besser funktioniere, als dies der Fall sei, wenn über Hunderttausend „lernfähige“ Rechtsanwälte Mandanten in Zivilsachen vor dem Bundesgerichtshof vertreten könnten. 2013 kandidierte Römermann selbst für die Zulassung, wurde aber nicht berufen. Daraufhin strengte er ein Gerichtsverfahren an, in dem er unterlag. Der Bundesgerichtshof sah keine Anhaltspunkte dafür, dass bei der Abstimmung über die Anzahl der BGH-Anwälte sachwidrige Erwägungen eine Rolle gespielt hätten. Auch die Auswahl unter den Kandidaten sei nicht zu beanstanden gewesen. Von einem „closed shop“ könne bei der vom Ausschuss getroffenen Wahl keine Rede sein. Das Bundesverfassungsgericht nahm eine daraufhin eingelegte Verfassungsbeschwerde nicht zur Entscheidung an. Eine diesbezügliche Beschwerde vor dem Europäischen Gerichtshof für Menschenrechte (EGMR) wurde ohne weitere Begründung zurückgewiesen. Philipp Heinrichs hat den gesamten Vorgang und die Bestellungspraxis in seiner Dissertation „Freiheit der Advokatur. Die Singularzulassung beim Bundesgerichtshof im Wandel der Zeit“ (Nomos Verlagsgesellschaft Baden-Baden 2021; Münsterische Beiträge zur Rechtswissenschaft – Neue Folge, Bd. 64) auf 497 Seiten einer eingehenden Untersuchung unterzogen. Er kommt zu dem Ergebnis, dass sowohl das Auswahlverfahren als auch der Umstand, dass die Entscheidung unter Leitung des BGH-Präsidenten vor dem Anwaltssenat des BGH, der vom BGH-Präsidenten geleitet wird, angefochten werden muss, offensichtlich verfassungswidrig sind und dringend reformiert werden müssen. Er resümiert: „Der Gesetzgeber hat in verfassungswidriger Weise geregelt, dass der Präsident des Bundesgerichtshofs sowohl den Vorsitz des Wahlausschusses nach § 165 Abs. 2 BRAO inne hat als auch den Vorsitz des Anwaltssenats beim Bundesgerichtshof nach § 106 Abs. 2 BRAO führt. Man benötigt keine juristischen Kenntnisse, um bei dieser Betrachtung ein rechtsstaatliches Störgefühl zu bekommen. Diese Regelungen verstoßen gegen das allgemeine Rechtsstaatsprinzip aus Art. 20 Abs. 3 GG, garantieren nicht den Justizgewährungsanspruch aus Art. 19 Abs. 4 GG und vereiteln das Recht auf einen gesetzlichen Richter aus Art. 101 Abs. 1 GG.“ Zu der BVerfG-Entscheidung über die Verfassungsbeschwerde von Römermann (Beschl. v. 13.6.2017 – 1 BvR 1370/16) schreibt Philipp Heinrichs (S. 257): „Die Entscheidung ist für die Literatur und Praxis nicht wegweisend. Vielmehr wiederholt sie nur die Einwände der Kritiker. Dies liegt wohl mehr an dem mangelnden Willen der juristischen Auseinandersetzung durch das Bundesverfassungsgericht, als an einer mangelnden Substantiierung des Vortrages des Beschwerdeführers. Immerhin hat der Beschwerdeführer eine Verfassungsbeschwerde eingereicht, die abgesehen von ihrem Umfang von 156 Seiten eine sehr detaillierte Ausführung der einzelnen Angriffspunkte aufweist.“

## Publikationen (Auswahl)
- mit Hartung: Management- und Marketing-Handbuch für Rechtsanwälte. C. H. Beck, 1999.
- Münchener Anwaltshandbuch zur GmbH. C. H. Beck, 3. Auflage, 2013.
- Michalski (Hrsg.): Kommentar zum GmbH-Gesetz. C. H. Beck, 3. Aufl. 2017.
- mit Nerlich: InsO. Verlag C. H. Beck, seit 1999 Loseblattwerk.
- mit Grunewald: BeckOK RDG. Verlag C. H. Beck.
- BeckOK BRAO/BORA/FAO. Verlag C. H. Beck.
- COVID-19-Abmilderungsgesetze C. H. Beck, 1. Aufl. 2020.[27]
- Praktikerhandbuch der Sanierung und Restrukturierung - Fortentwicklung des Sanierungs- und Insolvenzrechts. NWB Verlag, 1. Aufl. 2021.